# ایان گریفیتس (بازیکن فوتبال)
ایان گریفیتس (انگلیسی: Ian Griffiths؛ زادهٔ ۱۷ آوریل ۱۹۶۰) بازیکن فوتبال اهل بریتانیا است.
از باشگاه‌هایی که در آن بازی کرده‌است می‌توان به باشگاه فوتبال ترانمره راورز، باشگاه فوتبال روچدیل، باشگاه فوتبال ویگان اتلتیک، باشگاه فوتبال سانفریس هیروشیما، باشگاه فوتبال پورت ویل، و باشگاه فوتبال ورکسام اشاره کرد.